# Una follia

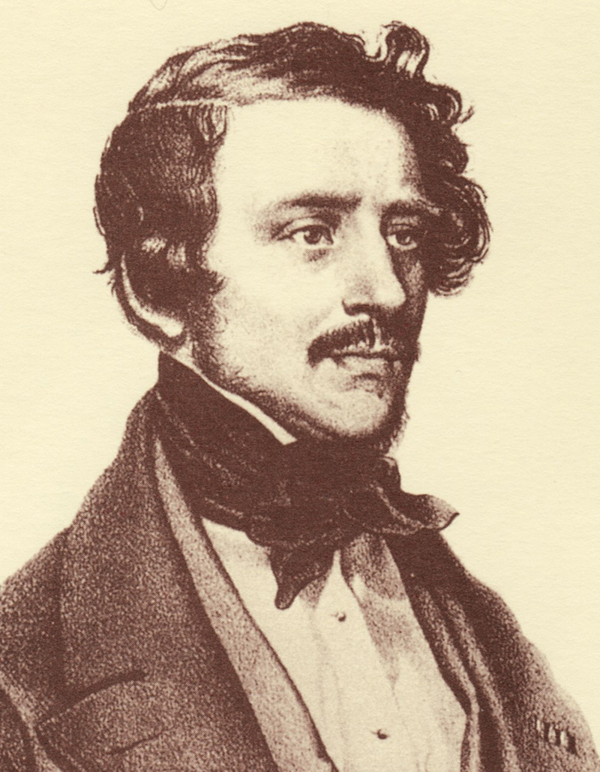
Gaetano Donizetti.

Una follia är en opera (farsa) i en akt med musik av Gaetano Donizetti. Verket hade premiär den 15 december 1818 på Teatro San Luca i Venedig. Operan hade samma italienska libretto av Bartolomeo Merelli efter August von Kotzebues Der Graf von Burgund som Donizetti använde för sin Enrico di Borgogna en månad tidigare. Den gavs en föreställning och "uppfördes aldrig mer, och partituret har aldrig återfunnits."

## Personer
| Roller   | Stämma      | Rollbesättning vid premiären den 15 december 1818 |
| -------- | ----------- | ------------------------------------------------- |
| Brunone  | Baryton     | Giuseppe Fioravanti                               |
| Elisa    | Mezzosopran | Adelina Catalani                                  |
| Enrico   | Kontraalt   | Fanny Eckerlin                                    |
| Geltrude | Sopran      | Adelaide Cassago                                  |
| Guido    | Tenor       | Eliodoro Spech                                    |
| Gilberto | Bas         | Andrea Verni                                      |
| Nicola   | Tenor       | Pietro Verducci                                   |
| Pietro   | Tenor       | Giuseppe Fusconi                                  |